# Markus Windisch
Markus Windisch, né le 12 mai 1984 à Brunico, est un biathlète italien. 

## Biographie
Markus Windisch fait ses débuts internationaux chez les juniors en 2002, terminant cinquième des Championnats du monde jeunesse en sprint. L'hiver suivant, il gagne sa première course officielle, enlevant le sprint de la Coupe d'Europe junior disputé à Forni Avoltri. Il fait finalement ses débuts dans la Coupe du monde durant la saison 2004-2005. C'est lors de l'étape d'ouverture de la saison 2007-2008 qu'il inscrit ses premiers points avec une 17e place au sprint d'Östersund. Un an plus tard, il est septième au même lieu pour sa première incursion dans le top dix. En fin de saison 2008-2009, il établit son meilleur classement général dans la Coupe du monde avec le 26e rang. En 2011, il monte sur son premier podium en relais à Antholz, puis se classe sixième du sprint de Presque Isle. En janvier 2012, il aide ses coéquipiers à gagner le relais d'Oberhof.
Il a participé aux Jeux olympiques d'hiver de 2010 à Vancouver et de 2014 à Sotchi. 31e ( sur l'individuel) en 2010 est son meilleur résultat olympique individuel.
Son meilleur résultat individuel aux Championnats du monde est une huitième place lors du sprint en 2012. Il est également proche de la médaille avec le relais italien à deux reprises (quatrième place) en 2007 et 2012. 
Il prend sa retraite sportive en 2014.
Son frère Dominik est également un biathlète de haut niveau.

## Palmarès

### Jeux olympiques d'hiver
| Épreuve / Édition | Individuel | Sprint | Poursuite | Départ en masse | Relais | Relais mixte                     |
| Vancouver 2010    | 31e        | 44e    | 53e       | -               | 12e    | Épreuve inexistante à cette date |
| Sotchi 2014       | 70e        | 80e    | -         | -               | -      | -                                |

- - : pas de participation à l'épreuve.
- : épreuve ne figurant pas au programme.

### Championnats du monde
| Mondiaux \ Épreuve      | Individuel | Sprint   | Poursuite | Départ en masse | Relais   | Relais mixte |
| 2006 Pokljuka           | JO Turin   | JO Turin | JO Turin  | JO Turin        | JO Turin | Non partant  |
| 2007 Antholz-Anterselva | 57e        | 47e      | Abandon   | -               | 4e       | -            |
| 2008 Östersund          | -          | 51e      | 55e       | -               | 11e      | -            |
| 2009 Pyeongchang        | 12e        | 19e      | 23e       | 16e             | 7e       | 7e           |
| 2011 Khanty-Mansiïsk    | 83e        | 18e      | 13e       | 28e             | 5e       | -            |
| 2012 Ruhpolding         | 22e        | 8e       | 30e       | 20e             | 4e       | 9e           |

Légende :

- : n'a pas participé à l'épreuve

### Coupe du monde
- Meilleur classement général : 26e en 2009.
- Meilleur résultat individuel : 6e.
- 2 podiums en relais : 1 victoire et 1 deuxième place.

#### Classements en Coupe du monde
| Saison    | Classement général final | Individuel | Sprint | Poursuite | Mass start |
| 2005-2005 | nc                       | nc         | nc     |           |            |
| 2005-2006 | nc                       |            | nc     | nc        |            |
| 2006-2007 | nc                       | nc         | nc     | nc        |            |
| 2007-2008 | 71e                      | nc         | 60e    | nc        |            |
| 2008-2009 | 26e                      | 38e        | 34e    | 25e       | 21e        |
| 2009-2010 | 73e                      | 68e        | 62e    | nc        |            |
| 2010-2011 | 31e                      | nc         | 25e    | 26e       | 30e        |
| 2011-2012 | 31e                      | 23e        | 29e    | 33e       | 34e        |
| 2012-2013 | 78e                      | nc         | 69e    | nc        |            |
| 2013-2014 | 80e                      | nc         | 81e    | 70e       |            |

### Championnats du monde de biathlon d'été
- Médaille de bronze du relais mixte en 2008.
- Médaille de bronze de la poursuite en 2013.